# 瓢蟲
瓢蟲為鞘翅目瓢蟲科（学名：Coccinellidae）圓形突起的甲蟲的通稱，是體色鮮豔的小型昆蟲，常具紅、黑或黃色斑點。別稱為胖小、紅娘、花大姐、天道虫、金龜、珠仔龜，甚至因為某些種其分泌物帶有臭味而俗稱為臭龜子（但這也是混稱）。
英文名（又稱）裡的一般被認為是暗指在天主教信仰中的聖母瑪利亞。全世界有超過5,000種以上的瓢蟲，其中450種以上棲息於北美洲。瓢蟲的成蟲體長約數mm至1cm程度，體型呈半圓球狀，腳與觸角短小。體色有黑、藍、紅、橙、黃、褐色等豔麗的色彩，身體上的圖樣也會因為種類的不同而多變。

## 概要
瓢蟲是典型的半翅目天敵，肉食性瓢蟲以蚜蟲、介殼蟲為食。屬於草食性的食植瓢蟲亞科（Epilachninae）則是極具破壞力的農業害蟲，例如墨西哥豆甲蟲（Epilachna varivestis）。然而瓢蟲經常被利用作為生物防治劑，引進瓢蟲物種能夠驅趕並取代既有的瓢蟲。
某些瓢蟲遭受到強烈物理刺激時，會呈現假死狀態，並且從關節處和刺處分泌出黃色的粘性刺激性體液。瓢蟲的體液具有強烈的異臭與苦味
，藉此可以迴避外來敵人的攻擊。
瓢蟲鮮豔的體色可以說是警告外敵用的警戒色。因此鳥之類的生物少有捕捉瓢蟲，但仍然有寄生蜂、寄生蠅、菌類等天敵存在。此外螳螂會捕食馬鈴薯瓢蟲的幼蟲。
依種類不同則食性迥異，主要可以區分為捕食蚜蟲、介殼蟲之類的肉食性，以白粉病菌等維生的菌食性，以茄科植物等維生的草食性共3種類。
因此對農作物而言可以類分為益蟲與害蟲。近年來肉食性種類在農作物的有機栽培時，
被利用為取代農藥而使用的生物農藥。

## 生物生命週期

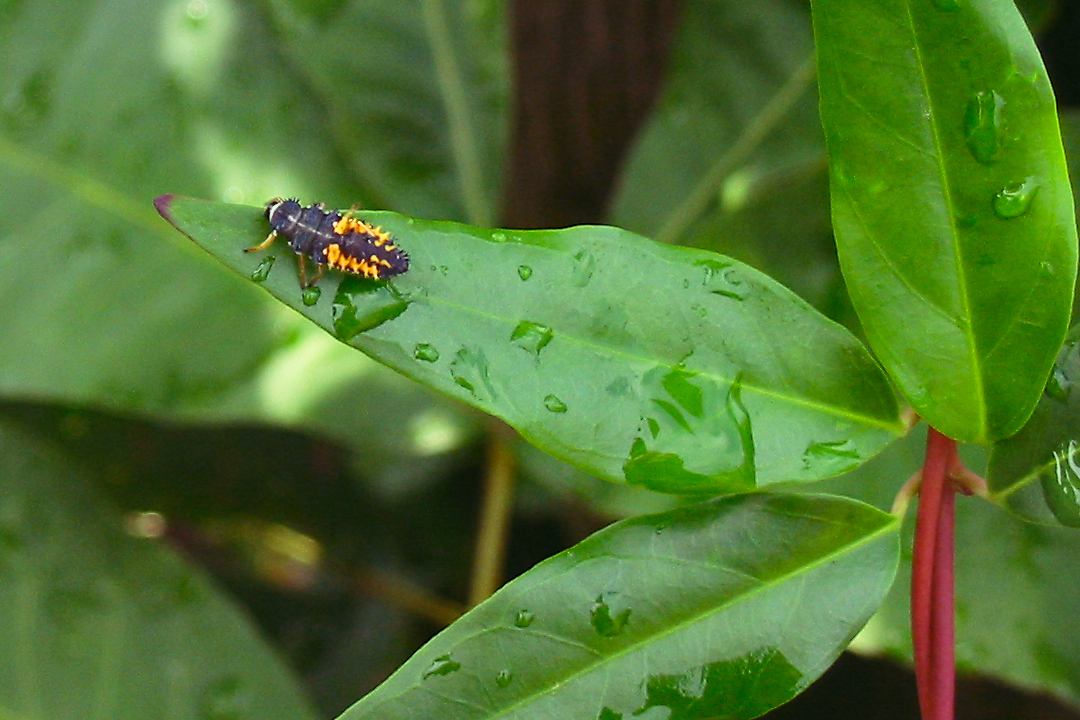
瓢蟲的幼蟲（照片中央 葉子前緣附近）

瓢蟲為完全變態型昆蟲，會經歷卵 - 幼蟲 - 蛹 - 成蟲四階段。
成蟲於交配後，會攀附在食物近處進行產卵。孵化後的幼蟲不具翅膀，腹部向後方延伸。身體上有突起與刺，和成蟲型態迥異。
甲蟲類之中有幼蟲與成蟲食性不同的情形，而瓢蟲多為幼蟲與成蟲取食相同的食物。此外肉食性的瓢蟲當食物不足時，偶爾會出現同類相食其他幼蟲或蛹的情形。
成長到一定程度後的幼蟲在植物的葉背等處結蛹。蛹呈橢圓形，翅膀短小，不過此時已經接近成蟲的型態。腹部會附著於枝幹處以避免掉落地面。剛破蛹而出的成蟲翅膀為黃色，但隨著翅膀硬化，會呈現出特徵的圖樣。
在春天至秋天可以常見到瓢蟲的成蟲。大部分的瓢蟲以成蟲的型態度過冬天，越冬之際會以集團形式躲在石頭與倒木的底下，集團的規模從數隻到數百隻，甚至數萬隻。

## 主要種類

### 肉食
七星瓢蟲（学名：Coccinella septempunctata）
廣泛分佈於非洲、歐洲、亞洲的代表性瓢蟲。體長約8mm，翅膀為紅色，正如中文名稱所提示，其有7個黑色圖紋。在不同個體之間沒有圖樣的差異存在。以蚜蟲與葉蟎維生，當食物不足時幼蟲間會有同類互食的情形發生。
異色瓢蟲（学名：Harmonia axyridis）
廣泛分佈於亞洲等地，和七星瓢蟲並列為代表性物種。體長約7mm。與七星瓢蟲不同的是體色變化性大，有黑底2個紅斑、黑底4個紅斑、紅與黃色多圖樣等。捕食蚜蟲。
六條瓢蟲（学名：Menochilus sexmaculatus）
體長約5mm，比異色瓢蟲略小。翅膀為黑底色4個紅斑，有和異色瓢蟲圖樣相近的種類在而不易分辨。以蚜蟲維生。
大龜紋瓢蟲（学名：Aiolocaria hexaspilota）
又稱為六斑異瓢蟲，體長約12mm的大型瓢蟲。翅膀有黑底橙色的圖樣，由於和龜殼形象相似而得其名。捕食胡桃金花蟲的幼蟲。
龜紋瓢蟲（学名：Propylaea japonica）
和大龜紋瓢蟲圖樣相似，但體長只有約4mm。食物來源為蚜蟲。
大突肩瓢蟲（学名：Synonycha grandis）
體長約12mm的大型瓢蟲，數量稀少。捕食介殼蟲。
澳洲瓢蟲（学名：Rodolia cardinalis）
體長約4mm的小型瓢蟲。翅膀為紅色，有黑色圖樣。以捕食吹綿介殼蟲（Icerya purchasi）維生。原產地為澳洲，為了驅除吹綿介殼蟲而被引進到其他地方繁衍。
黑緣紅瓢蟲（学名：Chilocorus rubidus）
以捕食介殼蟲維生。多依附於梅樹上。學名裡的「rubidus」（拉丁語中紅色的意思）是由於其紅色紋路看起來像Ruby。
赤星瓢蟲（学名：Lemnia saucia）
又稱為黃斑盤瓢蟲，體長約5~6mm。前胸背板為黑色，兩側有白色圓斑，翅鞘為黑色，左右各有一枚紅色大圓斑。分布於平地至低海拔的山區，喜歡捕食蚜蟲。

### 菌食
柯氏素菌瓢蟲（学名：Illeis koebelei）
亦稱為黃瓢蟲。體長約5mm。胸部上為白底的2個黑色斑點，整個翅膀皆為黃色。以白粉病菌等維生。
十二斑褐菌瓢蟲（学名：Vibidia duodecimguttata）
亦稱為白瓢蟲。體長約4mm。體色為黃褐色，有淡白的斑點。以白粉病菌等維生。

### 草食
瓢蟲科之中只有食植瓢蟲亞科為草食性。草食性瓢蟲的特徵為，與肉食性瓢蟲相較下翅膀不具光澤。
茄二十八星瓢蟲（学名：Henosepilachna vigintioctopunctata）
馬鈴薯瓢蟲（学名：Henosepilachna vigintioctomaculata）
此二種瓢蟲體長約7mm，在淡褐色身體上有28個黑色斑點。馬鈴薯瓢蟲亦稱為大二十八星瓢蟲，身體和黑點比茄二十八星瓢蟲略大。由於它們會集體吃茄子與馬鈴薯的葉子而被視為害蟲。在食植瓢蟲亞科中馬鈴薯瓢蟲所分佈的區域緯度最高，最北達到滨海边疆区。茄二十八星瓢蟲則是自北海道以南，遍佈到東南亞一帶。
八星瓢蟲
以茄科植物的葉、果實為食，頗受茄農厭惡。
波氏裂臀瓢蟲（学名：Henosepilachna boisduvali）
見於日本沖繩諸島、台灣蘭嶼等地。以葫蘆科植物的葉子為食。
鋸葉裂臀瓢蟲（学名：Henosepilachna pusillanima）
見於日本八重山諸島內的與那國島等地、台灣蘭嶼。

## 關連項目
- 速霸陸360：1958年富士重工業製造、被暱稱為「瓢蟲」的輕型車，2005年該公司將速霸陸R1以的暱稱販售。
- 瓢蟲之歌：1974年時所發表的漫畫、電視動畫作品，為關於失去雙親的7名兄弟姊妹堅強成長的故事。
- 假面騎士STRONGER：1975年播放的假面騎士系列第7作，其中有一個瓢蟲改造人的角色。
- 重甲戰隊兜：1996年播放的特攝節目，有一個以瓢蟲為藍本的角色「重甲戰士瓢蟲」。
- 神奇寶貝裡的芭瓢蟲與安瓢蟲以瓢蟲為原型設計。
- 數碼寶貝動畫中泉光子郎的搭檔數碼獸「甲蟲獸」
- 蟲之歌：岩井恭平原作的輕小說，其中有一個使用七星瓢蟲的附蟲者角色。

## 词源和民间传说
瓢虫这个名字最常见的变体表示属于上帝或某些神圣角色的家畜: 
- 俄語：
- 波蘭語：、
- 立陶宛語：
- 塞爾維亞-克羅埃西亞語：
- 法語：（上帝的动物）、（上帝的鸡）。

在英语国家瓢虫被称为、或。结合这些名字，单词英语暗示圣母玛利亚。同样在天主教国家瓢虫被认为是上帝之母的昆虫，例如德语、西班牙语。 德语中甲虫的古老名称之一是古高地德语，意為「弗雷娅女神的鸟」。
随着文化的基督化，弗雷娅被圣母玛利亚取代。在荷兰语中，甲虫被称为（小天使）、（上帝的创造），目前稱為（我们正义上帝的创造）。在德语中现代名称是（玛丽亚的甲虫）。
在许多文化中禁止杀死瓢虫。 瓢虫在西方文化中被认为是好运的象征之一。

## 古生物学
在化石状态下，瓢虫仅从新生代已知。已知最古老的代表发现于始新世早期的瓦兹琥珀（法国）。

## 圖片

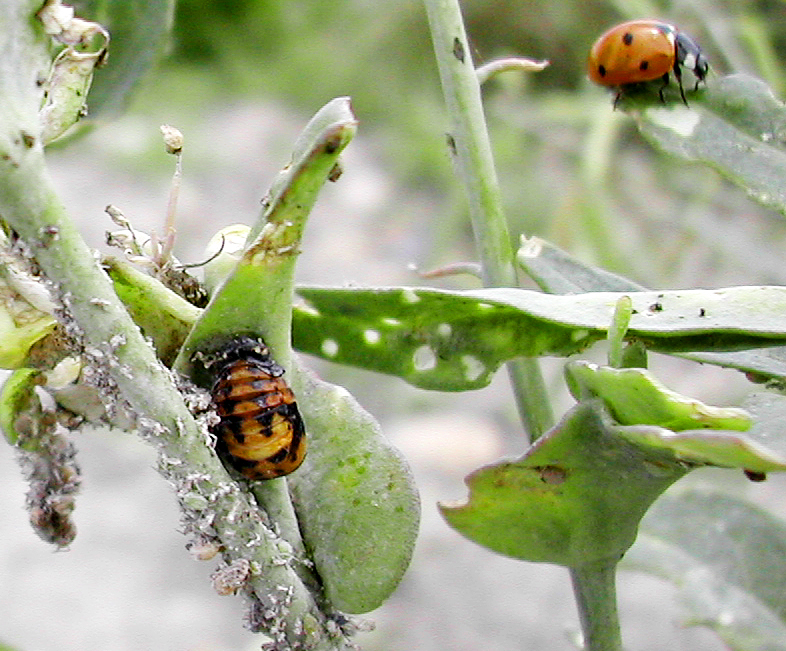
在蛹裡的瓢蟲
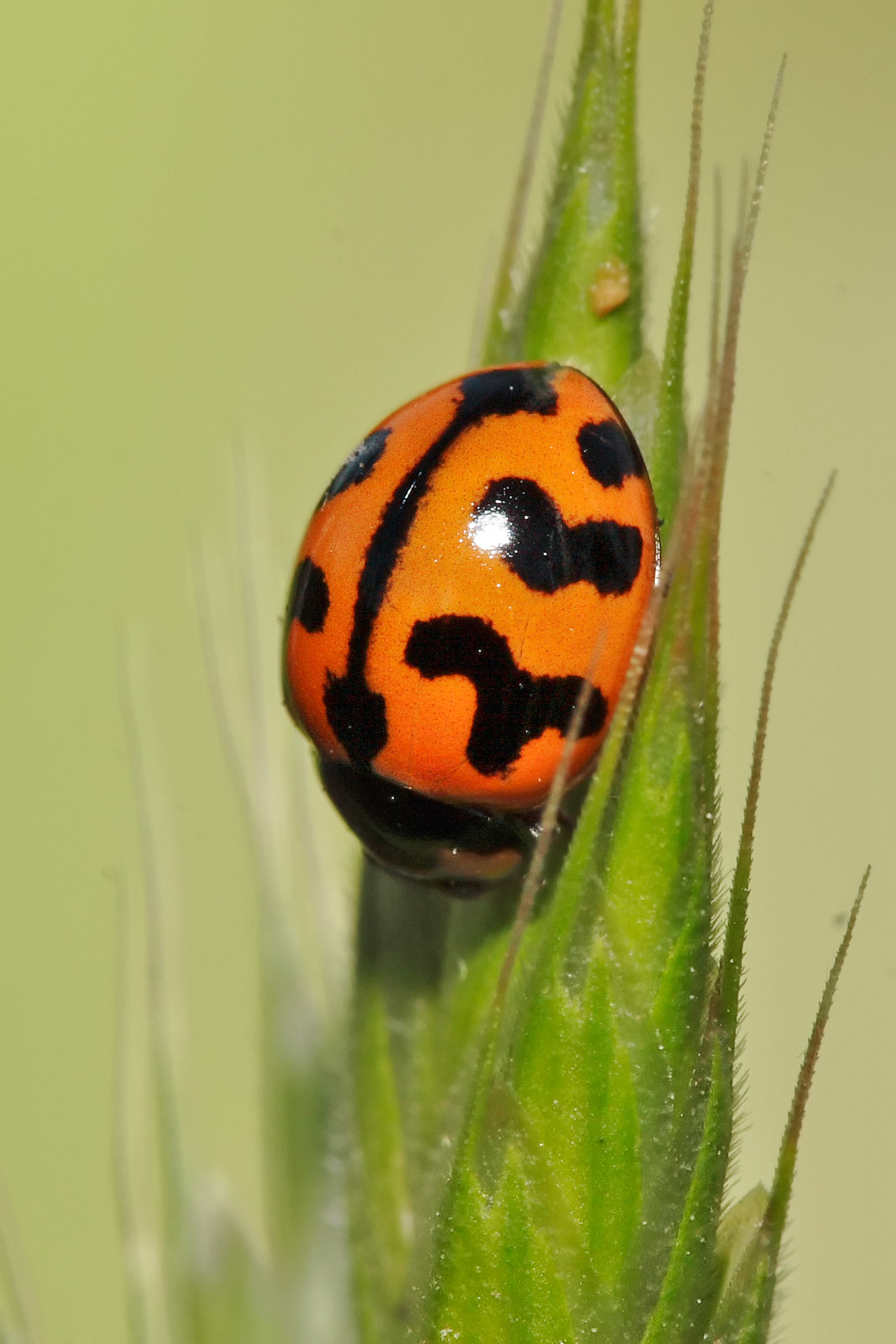
美國的瓢蟲屬（Coccinella）物種
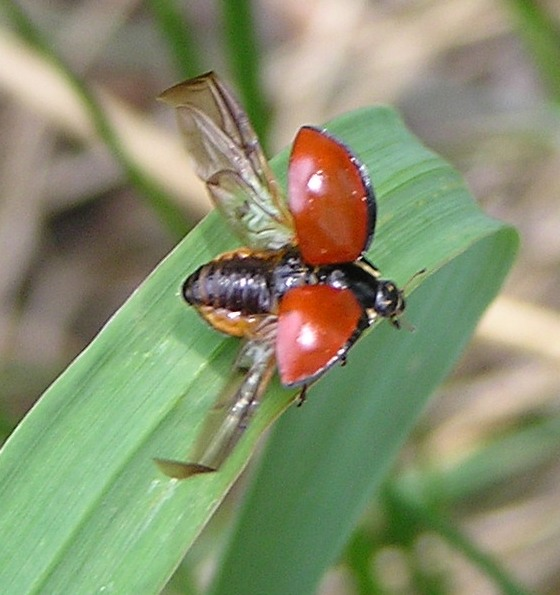
瓢蟲正展開著翅膀
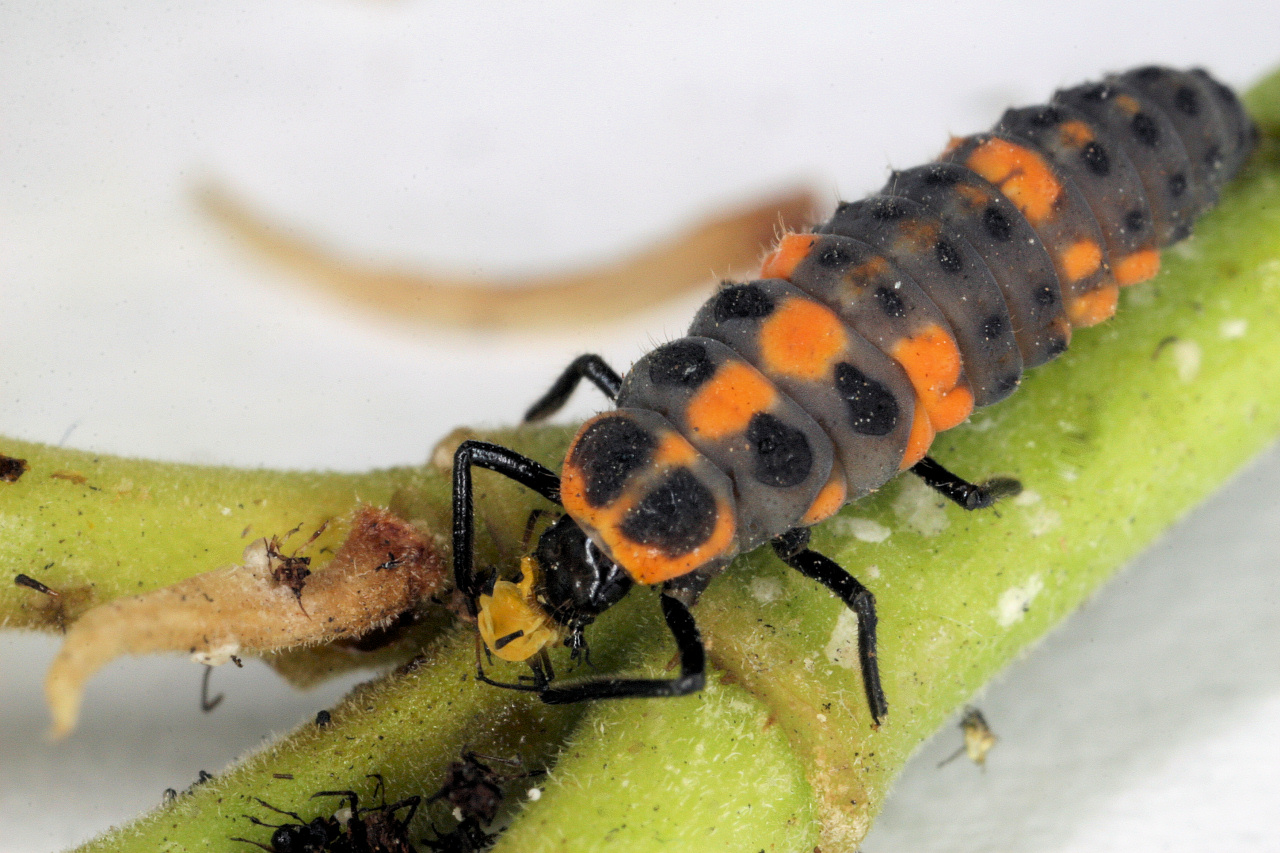
瓢蟲幼蟲正在吃蚜蟲
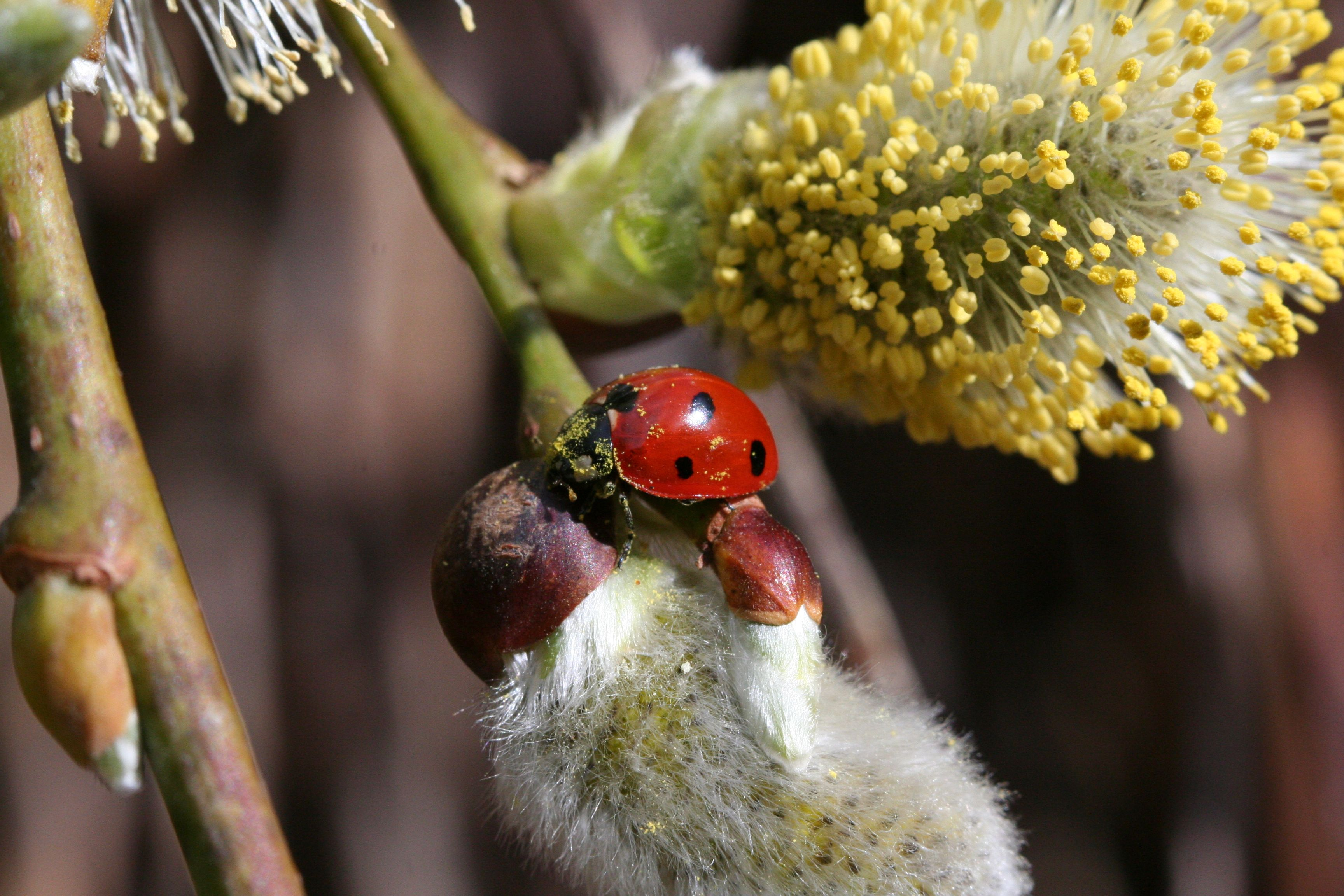
在柳樹上的七星瓢蟲
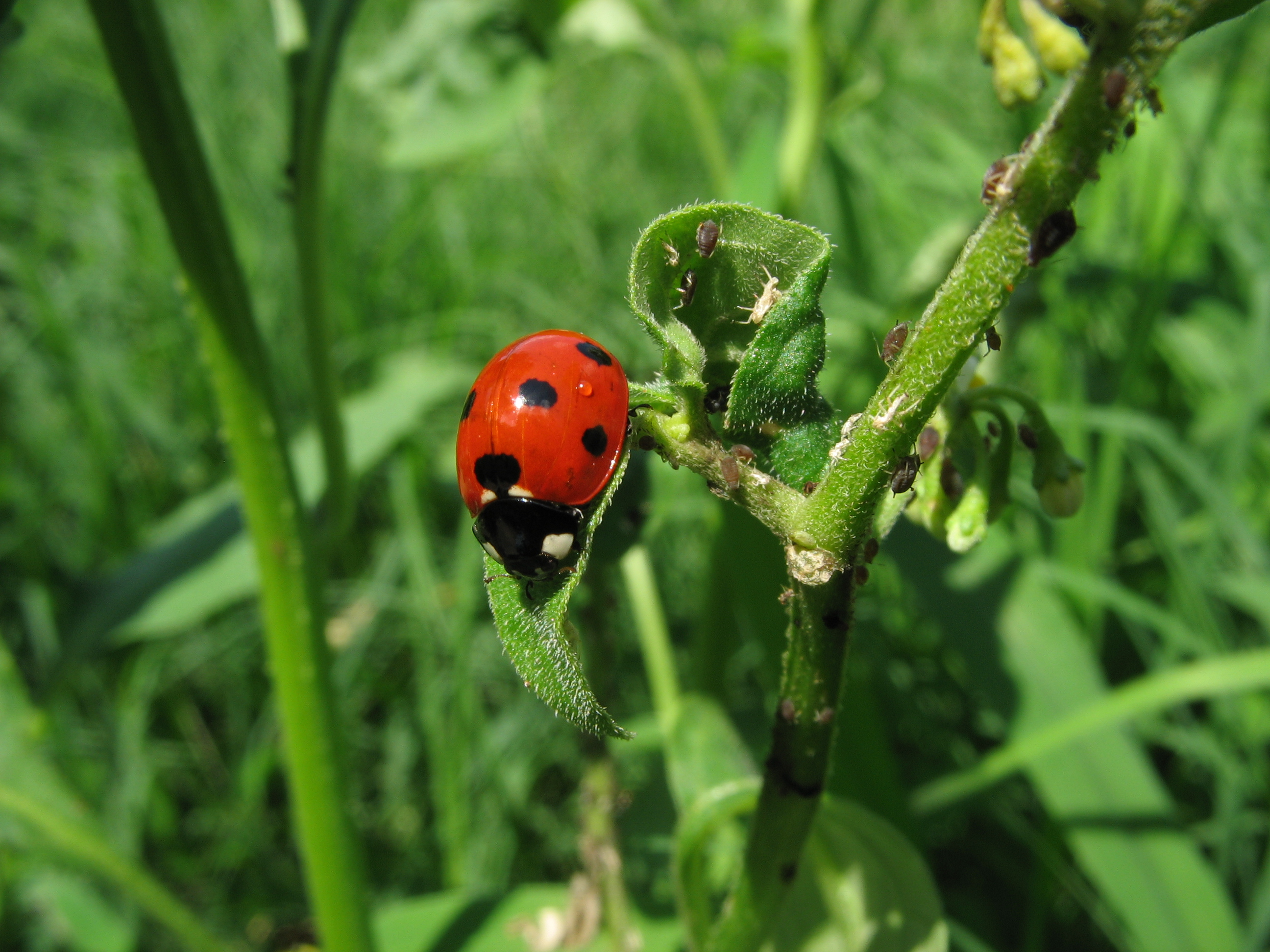
瓢虫和蚜虫在野草上